# Ecological Economics
Ecological Economics-міждисциплінарний журнал Міжнародного товариства екологічної економіки; публікується з 1989 р.
Серед основних тем публікацій в журналі: оцінка наявності природних копалин; стабілізація та розвиток сільського господарства; екологічні та економічні наслідки генетично створених організмів; розробка еколого-економічних моделей, альтернативні принципи оцінки природного багатства тощо
Періодичність виходу журналу: 16 номерів на рік.